# Шимановский, Константин Валентинович
Константин Валентинович Шимановский, (укр. Костянтин Валентинович Шимановський; род. 30 октября 1977, Ялта, Крымская область) — украинский и российский политик, муниципальный и государственный деятель. С 25 сентября 2019 года глава муниципального образования городской округ Ялта Республики Крым. Почётный гражданин Ялты.

## Биография
Родился 30 октября 1977 года в городе Ялта Крымской области УССР. Трудовую деятельность начал в 1994 году, работал в государственных и коммерческих предприятиях. С 2001 по 2003 год — заместитель директора по производству научно-экспериментального фитоцентра Национальной академии аграрных наук Украины. В 2003 году закончил Межрегиональную Академию управления персоналом по специальности «Правоведение». С 2005 по 2010 год — генеральный директор ООО «Президент Отель Таврида». С 2010 по 2014 год — секретарь Массандровского поселкового совета. Являлся членом Партии регионов.
Одним из учредителей ООО «Президент Отель Таврида» является супруга спикера крымского парламента Елена Константинова. Сам К. Шимановский по утверждению издания Крым. Реалии, дочерней организации Радио Свобода, имеет репутацию лоббиста фирмы «Консоль» на территории Массандровского, а затем и Ялтинского совета. Нынешним руководителем фирмы "Президент-отель «Таврида» стал Валентин Шимановский.
С 2010 по 2014 год — секретарь Массандровского поселкового совета. После аннексии Крыма к Российской федерации принял российское гражданство. Член партии «Единая Россия» с 2014 года. С 2014 по 2017 года — руководитель Массандровского территориального органа администрации города Ялты Республики Крым. С 2017 по 2019 год — заместитель главы администрации города Ялта. С ноября 2018 года — секретарь Ялтинского местного отделения Крымского регионального отделения Всероссийской политической партии «Единая Россия».
25 сентября 2019 года на выборах в Ялте выдвигались Константин Шимановский — от «Единой России», Олег Пихтерев — от ЛДПР. Число депутатов принявших участие в голосовании — 27. За кандидатуру Олега Пихтерева — 4 голоса. За кандидатуру Константина Шимановского — 23 голоса. 25 сентября 2019 года Константин Шимановский был избран Главой муниципального образования городской округ Ялта Республики Крым — председателем Ялтинского городского совета, его предшественником на посту был Роман Деркач.

## Награды
Награждён Почётной грамотой Президиума Верховного Совета АР Крым.